# Террі Конрой
Джеральд Ентоні Френсіс Конрой (англ. Gerald Anthony Francis Conroy), відомий як Террі Конрой (англ. Terry Conroy, нар. 2 жовтня 1946, Дублін) — ірландський футболіст, що грав на позиції нападника, зокрема за англійський «Сток Сіті», а також за національну збірну Ірландії.

## Клубна кар'єра
У дорослому футболі дебютував 1965 року виступами за команду «Гленторан», в якій провів два сезони. 1967 року виборов у її складі титул чемпіона Північної Ірландії.
Того 1967 року перебрався до англійського «Сток Сіті», за який відіграв дванадцять сезонів своєї ігрової кар'єри. Більшість часу, проведеного у складі цтєї команди, був основним гравцем її атакувальної ланки. 1972 року допоміг команді здобути титул володаря Кубка англійської ліги. 1967 і 1968 року також брав участь у розіграшах футбольної першості США, в яких «Сток Сіті» брав участь під назвою «Клівленд Стокерс».
Протягом 1979–1980 років грав у чемпіонаті Гонконгу у складі «Булови», після чого повернувся до Англії, де протягом сезону захищав кольори команди «Кру Александра».
Завершував ігрову кар'єру на батьківщині, де протягом 1982–1983 років провів по одному сезону у «Вотерфорді» та «Лімерик Юнайтед».

## Виступи за збірну
1969 року дебютував в офіційних матчах у складі національної збірної Ірландії.
Загалом протягом кар'єри у національній команді, яка тривала 9 років, провів у її формі 27 матчів, забивши 2 голи.

## Титули і досягнення
- Володар Кубка Футбольної ліги (1):

«Сток Сіті»: 1971-1972
- Володар Кубка Ірландії (1):

«Лімерик Юнайтед»: 1981-1982
- Чемпіон Північної Ірландії (1):

«Гленторан»: 1966-1967
- Володар Кубка Північної Ірландії (1):

«Гленторан»: 1965-1966